# 메아리 (노래패)
메아리는 1977년 창설된 서울대학교의 교내 동아리로, 민중가요를 창작하고 부르는 노래패이다.

## 개요
초창기의 메아리는 서정성과 순수성이 강조되어 1960년대와 1970년대의 포크 음악 문화의 계승자로서의 성격이 컸다. 그러나 유신헌법 하의 정치적 억압 속에서 실험적인 저항 음악을 시도하던 김민기가 1978년 발표한 음악극 《공장의 불빛》에 이화여자대학교의 노래패 "한소리"와 함께 참여한 것을 계기로, 1980년 광주 민주화 운동을 거치며 민중가요를 통한 사회운동으로 방향이 정립되고 운동성을 획득하였다.
메아리가 발표한 제1집은 1979년 서울대 앞 봉천동의 카페에서 녹음하였고, 《그루터기》 등을 담은 제2집은 이듬해 김민기의 주선으로 가수 이장희가 운영하던 랩 스튜디오에서 녹음되어 1980년대 초반 민중가요 운동의 흐름을 선도했다. 특히 메아리는 단순한 노래의 공연에 그치지 않고 창작 집단으로서의 성격을 분명히 했고, 검열로 인해 발표될 수 없었던 많은 노래들을 부르고 연주하여 어떤 식으로든 노래로서 자취를 남겨놓았다는 데도 의의가 있다.
광주 민주화 운동을 무력으로 제압하고 성립된 제5공화국에 대한 항거를 상징하는 노래로 《임을 위한 행진곡》이 1980년대를 대표하는 곡이라 할 만큼 널리 불린 데에는 메아리와 한소리, 연세대학교의 "울림터", 고려대학교의 "노래얼", 성균관대학교의 "소리사랑", 한양대학교의 "하날소래"와 같은 대학가 노래패들의 역할이 컸다는 분석도 있다. 메아리의 공연 자체가 학생 집회와 시위의 기폭제 역할을 하기도 했다.
초창기 메아리 성원들은 사회로 나오면서 다른 대학교의 노래패 출신들과 함께 1984년 연합 노래모임 새벽을 구성했고, 새벽은 대중적으로도 큰 반향을 불러온 노래를 찾는 사람들의 전신이 되었다.

## 음반

### 1집(1979년)
- 1997년 복각

1. 노래
2. 철새
3. 기지촌
4. 영산강
5. 비료지기
6. 약수뜨러 가는길
7. 산처일기
8. 애사당
9. 풍선
10. 바람 씽씽
11. 바다
12. 개판으로 젖히는 거지 멀
13. 아버지를 찾아간 아이
14. 금관의 예수
15. 진달래
16. 찬비오는 새벽

### 2집(1980년)
- 1997년 복각

1. 신개발지구에서
2. 강변에서
3. 쐬주
4. 빼앗긴 들에도 봄은 오는가
5. 기도
6. 소금땀 흘리흘리
7. 언덕에 서서
8. 내나라 내겨레
9. 그루터기
10. 공장의 불빛
11. 민주
12. 기러기
13. 이세상 어딘가에
14. 강
15. 친구에게
16. 이세계 절반은 나
17. 이땅의 축복을 위하여

### A Tribute To 1977-1996(1999년)
1. 대결
2. 내일로 트인 길위에서
3. 저 평등의 땅에
4. 그루터기
5. 내일을 향해
6. 싸워야지
7. 타는 목마름으로
8. 임을 위한 행진곡 / 단결투쟁가 / 동지 / 총학생회가
9. 벗이여 해방이 온다
10. 그날이 오면
11. 함께 가자 우리 이 길을
12. Instrumental
13. 함께 가자 우리 이 길을
14. 그날이 오면

## 유명 회원
- 한동헌[4] - 〈노래〉, 〈바람 씽씽〉, 〈신개발지구에서〉, 〈그루터기〉 작곡
- 문승현[5] - 〈그날이 오면〉, 〈오월의 노래〉, 〈사계〉 작곡
- 김창남 (교수)[6] - 현재 한국대중음악상 선정위원장. 1957년생 가수 김창남이 아닌, 1960년생 성공회대 교수인 김창남임.
- 윤선애
- 루시드폴, 이자람, 눈뜨고코베인, 브로콜리너마저 등 서울대 출신의 많은 뮤지션들이 메아리 출신이거나 거쳐간 경우가 많다.

## 참고 자료
- 이용우 (2006년 6월 4일). “‘혁명적 아티스트’ 탄생을 증명하다 - 한국팝의 사건·사고60년 (54) 전설적 노래굿, 혁신적 콜라주 김민기의 ‘공장의 불빛’”. 한겨레. 2007년 12월 7일에 확인함.
- 최지선 (2006년 11월 5일). “80년대 전설적 진혼곡이자 희망가, 노래패 입 통해 ‘민중의 애국가’로 - 한국팝의 사건·사고 60년(73) ‘님을 위한 행진곡’과 서울대 노래패 메아리”. 한겨레. 2007년 12월 7일에 확인함.
- “[386세대] 시대의 아픔 노래로 풀었다”. 조선일보. 1999년 3월 15일. 2005년 3월 6일에 원본 문서에서 보존된 문서. 2007년 12월 7일에 확인함. |제목=에 지움 문자가 있음(위치 1) (도움말)
- 이창학 (2007년 7월 12일). “사복 깡패 앞에서 부른 '아침이슬' - [공개초대장] 14일 문화일보홀에서 메아리 서른살 생일잔치”. 오마이뉴스. 2007년 12월 7일에 확인함. |제목=에 지움 문자가 있음(위치 23) (도움말)
- maniadb :: 메아리

## 같이 보기
- 임을 위한 행진곡
- 노래를 찾는 사람들
- 김민기